# 삼포 테르호

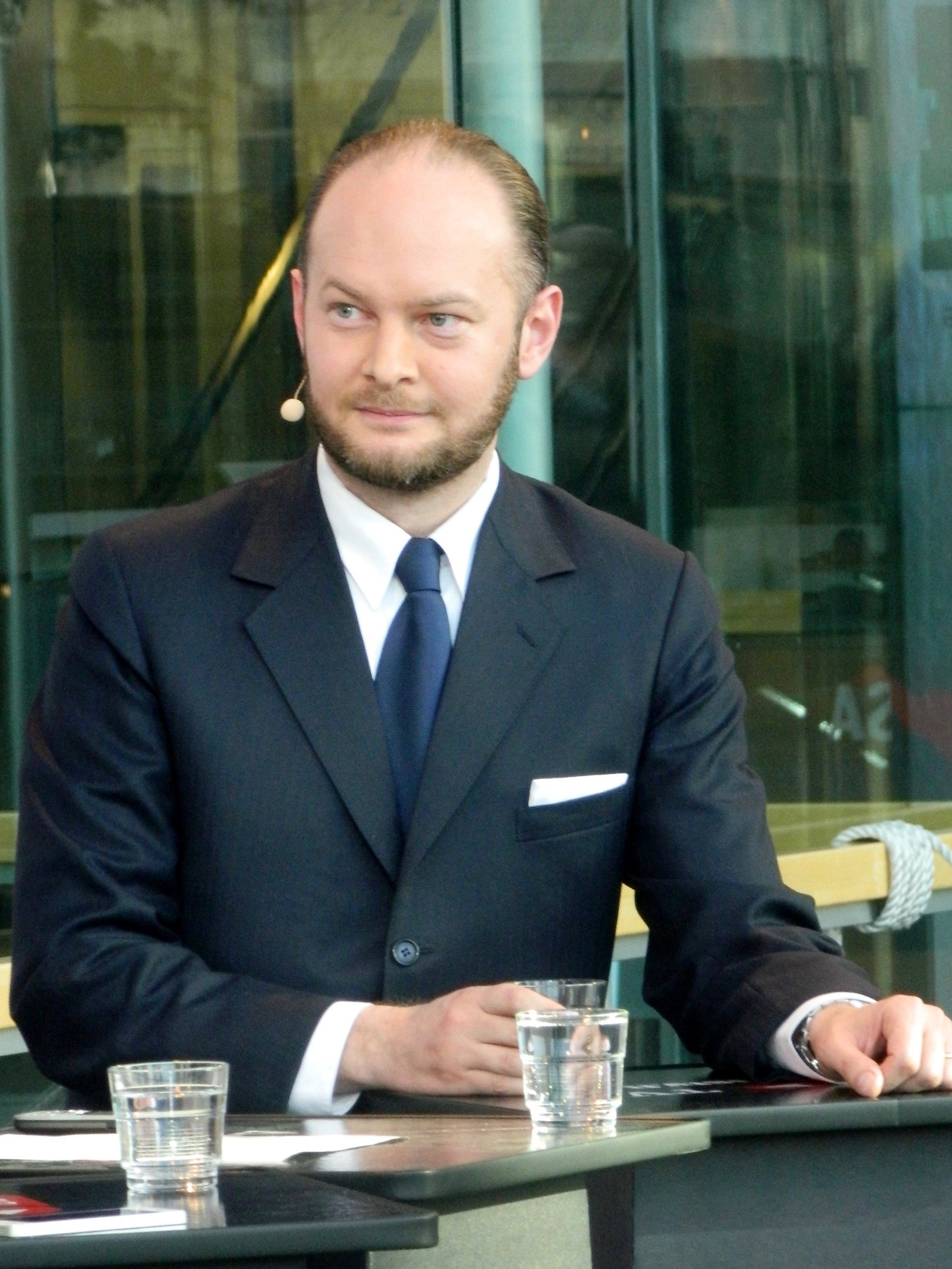
삼포 테르호

삼포 테르호(핀란드어: Sampo Terho, 1977년 9월 20일 헬싱키 ~ )는 핀란드의 정치인이자 현 유럽부 장관, 문화체육부 장관이다. 그는 또한 핀란드 문화정체성위원회 의장이며, 전 유럽 의회 의원이었다.
2003년 탐페레 대학교에서 핀란드 역사학 석사 학위를 받았으며, 핀란드 국방대학교의 연구원으로 일했다. 그는 사형의 역사에 관한 책을 썼다. 테르호는 또한 보스니아 헤르체고비나에서 평화 유지군으로 활동했다. 2009년 유럽 의회 선거에 핀인당(당시 진정한 핀란드인) 소속으로 도전해 2위로 낙선했으나, 이후 2011년 총선에서 국회의원으로 선출된 티모 소이니의 뒤를 이어 유럽 의회 의원직을 계승했다. 그는 2014년 재선에 성공했다.
2015년 핀란드 총선에 출마해 10,067표를 얻어 당선되었다. 국회의원직을 선택함에 따라 그의 유럽의원직 임기는 4월 27일부로 만료되었으며, 곧바로 핀인당 원내대표로 선출되었다. 2017년 5월 5일 씨삘래 내각의 유럽문화체육부 장관으로 임명되었다.
2017년 6월 10일 당대표로 출마했으나 유시 할라아호에 밀려 낙선했다. 이에 13일 당 소속 의원 19명과 함께 핀인당을 탈당해 신대안모임을 결성했으며, 후에 청색미래당으로 공식 창당되었다. 분당 이후 청색미래당이 새로운 연정 파트너가 됨에 따라 테르호는 장관직을 유지하게 되었다.
2017년에는 핀란드 독립 100주년 행사를 기념하기 위해 약 5분 남짓의 실내악을 작곡했다. 테르호 본인이 편곡했으며 헤이키 엘로가 지휘했다.

## 선거 결과

### 유럽 의회 선거
| 연도   | 선거구 | 득표수 | 득표율 | 결과 |
| ------ | ------ | ------ | ------ | ---- |
| 2009년 | 핀란드 | 9,374  | 0.56%  | 낙선 |
| 2014년 | 핀란드 | 33,833 | 1.96%  | 당선 |

### 국회의원 선거
| 연도   | 선거구 | 득표수 | 득표율 | 결과 |
| ------ | ------ | ------ | ------ | ---- |
| 2015년 | 헬싱키 | 10,067 | 2.80%  | 당선 |

### 지방 선거
| 연도   | 지방자치체 | 득표수 | 득표율 | 결과 |
| ------ | ---------- | ------ | ------ | ---- |
| 2017년 | 헬싱키     | 3,381  | 1.04%  | 당선 |